# Gojra
Gojra – miasto w Pakistanie, w prowincji Pendżab. Według danych na rok 1998 liczyło 117 892 mieszkańców.